# Муромцев, Леонид Матвеевич
Леони́д Матве́евич Му́ромцев (10 (22) апреля 1825 — 1899) — русский помещик, чиновник и придворный: камергер (1871), тайный советник (1883), гофмейстер.

## Биография
Родился 10 (22) апреля 1825 года в Москве в семье Матвея Матвеевича Муромцева и Варвары Гавриловны (урожд. Бибикова, сестра министра внутренних дел Д. Г. Бибикова). Крещен 20 апреля 1825 года в Иоанно-Предтечевской церкви в Старой Конюшенной при восприемстве генерал-лейтенанта Н. С. Муромцева и тетки А. Г. Бибиковой.
Окончил Симферопольскую гимназию, затем — физико-математический факультет Московского университета (1848) со степенью кандидата.
Служил в канцелярии московского военного генерал-губернатора и в Московской казённой палате. В 1851 году был переведён в Рязань и избран дворянским депутатом от Данковского уезда. С 1854 года данковский уездный предводитель дворянства и коллежский асессор. В 1857 году пожалован в камер-юнкеры.
В 1866 — почётный смотритель Данковского и Зарайского уездных училищ, почётный мировой судья Данковского уезда. С 1867 года член общего Присутствия духовно-учебного и хозяйственного управления Священного синода, с 1868 года — коллежский советник. Тайный советник (1883), гофмейстер Высочайшего Двора (1894). В 1878 году был избран рязанским губернским предводителем дворянства и оставался в этой должности до самой своей смерти. С 1885 года член Рязанской губернской учёной архивной комиссии. В 1891 году ему было присвоено звание «Почётный гражданин города Данкова».

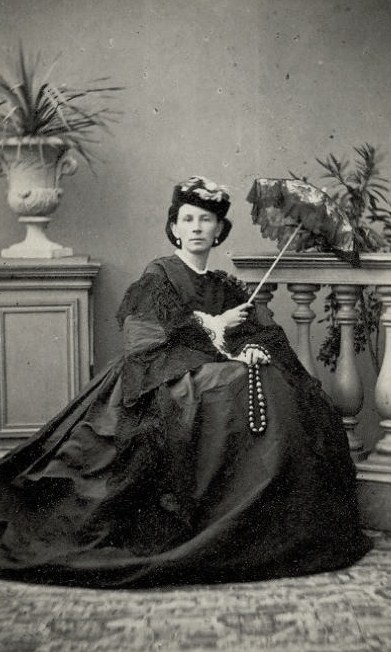
Жена, Екатерина Николаевна Муромцева

Живя в майоратном имении Баловнёво, Муромцев завел там винокуренный и сахарный заводы, занимался коневодством и разведение элитных коров. Им были устроены больница и школа для крестьян. Будучи соседом по имению А. С. Хомякова, оставил записки о последних минутах его жизни.
Умер 20 сентября 1899 года.

## Семья
Жена (с 20 сентября 1850 года) — княжна Екатерина Николаевна Голицына (1830—1901), фрейлина двора, старшая дочь князя Николая Сергеевича Голицына от его брака с Анной Петровной Воейковой. Ей принадлежал архив министра просвещения князя А. Н. Голицына, где находились личные вещи Екатерины II (трость, перчатки, опахало и другое). Всё это хранилось в муромцевском домашнем музее в Баловнёве.
Сын Николай (1851—1897), действительный статский советник и камергер, предводитель дворянства в Данковском уезде (1884). Умер без потомства. Его жена (с 18.08.1874; Висбаден), княжна Софья Петровна Голицына (1855—1935), основала и построила на свои средства в Баловнёво Барятинский Софийский монастырь — с 1900 года монахиня этого монастыря. Дочь Екатерина (01.09.1861; Париж — ?).